# Łęki-Kolonia
Łęki-Kolonia (pronunciación en polaco: /ˈwɛŋkʲi kɔˈlɔɲa/) es un pueblo ubicado en el distrito administrativo de Gmina Zelów, dentro del Distrito de Bełchatów, Voivodato de Łódź, en Polonia central. Se encuentra aproximadamente a 7 kilómetros al suroeste de Zelów, a 18 kilómetros al noroeste de Serłchatów, y a 45 kilómetros al suroeste de la capital regional Łódź.
El pueblo tiene una población de 150 habitantes.